# Nicholas Kao Se Tseien
Nicholas Kao Se Tseien, OCSO (chinês tradicional: 高師謙, chinês simplificado: 高师谦, pinyin: Gāo Shīqiān; 15 de janeiro de 1897 – 11 de dezembro de 2007) foi um padre católico chinês de Hong Kong que era o sacerdote católico vivo mais velho do mundo e a pessoa mais velha que teve uma operação de catarata de acordo com o Guinness World Records.

## Biografia
Nicholas nasceu em 15 de janeiro de 1897 em Fucheu, Fujian, China. Ele foi criado como budista, mais se converteu ao catolicismo romano aos 18 anos enquanto frequentava uma escola administrada por frades dominicanos espanhóis. Embora ele tenha treinado como professor e estudando lei à noite, ele finalmente decidiu se tornar um sacerdote.
Quando a China caiu sob o controle comunista, ele fugiu para a Malásia e mudou-se para Taiwan, Tailândia, Singapura e finalmente se estabeleceu em Hong Kong. Ele foi um sacerdote na Abadia de Nossa Senhora da Alegria (Mosteiro Trappista Haven) na ilha de Lantau por mais de 30 anos.